# باربرا أ. بيري
باربرا أ. بيري (بالإنجليزية: Barbara A. Perry)‏ هي عالمة سياسة أمريكية، ولدت في 1956 في لويفيل في الولايات المتحدة.